# پیر جی توئت
پیر جی توئت (به انگلیسی: Pierre J. Thuot) فضانورد اهل کشور ایالات متحده آمریکا است که در ۱۹ مهٔ ۱۹۵۵ میلادی در گروتون، کنتیکت زاده شد. وی در مأموریت اس‌تی‌اس-۳۶، اس‌تی‌اس-۴۹، اس‌تی‌اس-۶۲ حضور داشته است.